# クリス・ボードマン
クリス・ボードマン（Chris Boardman、1968年8月26日 - ）はイングランド・マージーサイド州ホイレイク出身の元自転車競技選手。史上最高のタイムトライアルスペシャリストのひとりである。

## レースにおける活躍

### アマチュア時代
ボードマンは、1992年バルセロナオリンピックの4km個人追い抜き決勝でドイツのイェンス・レーマンを破り優勝。この種目では、世界選手権自転車競技大会においても2回の優勝実績がある。また、スタンディングスタート4kmタイムトライアルでは世界記録を保持していた。

### ツール・ド・フランスでの鮮烈なデビュー
このようにボードマンは、アマチュア時代からトラックレースで素晴らしい実績を残し、後述するように1993年の時点でアワーレコードも更新している。しかし、世界中に名声が知れ渡ったきっかけは、ツール・ド・フランスで初出場ながらステージ優勝を飾ったことである。
1994年のツール・ド・フランスで、ボードマンはプロローグの個人タイムトライアルにおいて、2位のミゲル・インドゥラインに対して7.2kmのコースで14秒以上もの差をつけ、ツールのデビュー戦でいきなりのステージ優勝。新人でありながらマイヨ・ジョーヌを獲得した。
当時、インドゥラインはツール･ド･フランス3連覇中であり、この年も優勝候補の最右翼に挙げられていた。対するボードマンはロードレースでは目立った実績はなく、まさか個人タイムトライアルを非常に得意とするインドゥラインが、プロローグとはいえ無名の新人に大差で敗れることなど、誰も予想していなかった。
さらに、このときの55.152 km/hという平均時速はツール史上における最速記録であったため、ボードマンは人々に相当の驚きをもって迎えられた。

### ミスター・プロローグの異名
その後、ボードマンは大雨の中で開催された1995年ツールのプロローグこそカーブでスリップして落車・骨折してリタイア第1号となってしまうものの、1997年、1998年のツールでプロローグの個人タイムトライアルを連覇した。
なお、これら3勝をおさめた際の平均時速は、94年・リールの55.152 km/h (7.2kmのプロローグ)、98年・ダブリンの54.193 km/h (5.6 km)、97年・ルーアンでの52.465 km/h (7.3 km)である。
彼がツール・ド・フランスで獲得した勝利はこの3勝だけだが、これらの平均時速は、2007年にファビアン・カンチェラーラが53.660 km/h (7.9 km)を記録するまでの9年間に渡り、プロローグにおける最高時速の上位3位を独占していた。
このようにプロローグで見せる他を圧倒する速さから、ボードマンは「ミスター・プロローグ」と呼ばれるようになった。

### その他の活躍
1994年から、世界自転車選手権のロード種目に個人タイムトライアルが設けられることになったが、ボードマンは見事に初代優勝者の座に就いた。
その後の同種目においては、ミゲル・インドゥライン、アレックス・ツェーレ、ローラン・ジャラベール、アブラハム・オラーノ、ヤン・ウルリッヒといった、ロードレースにおいても実績を残している選手が優勝者として名を連ねることになるが、いずれもボードマンに勝ちたいという意味での挑戦だったともいわれる。
これは、タイムトライアル系種目において、当時はボードマンが実質的に世界一であったことを意味している。また、ボードマンは1996年アトランタオリンピックのロード個人タイムトライアルでも3位となり、銅メダルを獲得している。

### 致命的な欠点
もっともボードマンはスプリンタータイプではなく、加えて「僕は山は登れないよ」と漏らすほど、山岳コースはまるで走れなかった。さらに、頻繁に落車に見舞われていた。これらは、大柄ゆえに体重がネックとなったことや、集団走行が苦手であったことが影響している。
以上が理由となり、ロードレースにおける実績は乏しい。ツール・ド・フランスでの完走は1996年のみ、ステージレースでの目立った成績は1995年のクリテリウム・デュ・ドフィネでの総合2位くらいである。
しかし、チーム・個人を問わず、タイムトライアル系種目となると抜群の強さを発揮し、数々の勝利を挙げた。

## アワーレコードへの挑戦
ボードマンはグレアム・オブリーと並んで、1990年代から2000年代初頭にかけてアワーレコードの更新に心血を注いだことでも知られる。
1993年7月23日、ボードマンはフランス・ボルドーのドゥラ自転車競技場において、52.270kmをマーク。わずか6日前（同年7月17日）にオブリーがノルウェーのハマール自転車競技場でマークした51.596kmを上回り、新記録を樹立した。しかしその4日後の7月27日には、オブリーが同じくドゥラ競技場で記録更新に挑み、52.713kmをマーク。すかさずボードマンの記録を更新した。
その後、アワーレコードはミゲル・インドゥライン、トニー・ロミンゲルに更新されたが、1996年9月7日、ボードマンは地元のマンチェスターで、ロミンゲルが保持していた55.291kmの記録更新に挑み、56.375kmをマーク。約3年ぶりにアワーレコード保持者の座を奪回した。

### UCIによる突然の決定
しかしながら国際自転車競技連合（UCI）は2000年、ボードマンが出した記録はエディ・メルクスが1972年10月25日にメキシコシティで49.431kmをマークした当時の自転車とは仕様が大きくかけ離れたものであると表明。これは、メルクスの記録を更新したフランチェスコ・モゼール以降のアワーレコードは、エアロハンドルかつモノコックフレームという、記録が出やすい自転車での樹立であり、メルクス以前の記録とは同一視できないという判断である。
これにより、モゼール以降の記録はアワーレコードとしては未公認扱いとなり、「UCIベスト・ヒューマン・エフォート」という形に改められることになった（すなわち、新記録を樹立した4年後に突如としてその記録を取り消されてしまった）。したがってUCIが認定するアワーレコードは、メルクスの記録まで巻き戻されることになった。

### 再度の挑戦、そして記録更新
その決定を受け、ボードマンは改めて2000年10月27日、かつてアワーレコードを記録したマンチェスターの地でアワーレコードに再挑戦。49.441kmをマークしてメルクスの記録を28年ぶりに更新し、一度は失ったアワーレコードホルダーの座を取り戻した。
彼の自己ベストである56.375kmは、上述のとおり非公認ではあるものの事実上の歴代最高記録として君臨し、2022年にフィリッポ・ガンナが56.792kmを記録するまで破られなかった。
このため、ボードマンは「トラックとグランツールの双方で、破られぬ記録を残した選手」として、史上最高のタイムトライアルスペシャリストとしての評価を得ている。さらには、「自らの与り知らないところで下された決定によってタイトルを剥奪されたにもかかわらず、悲劇のヒーローに終わることなく、そのタイトルを実力で奪い返した」といった点も高く評価されている。

## 使用した機材

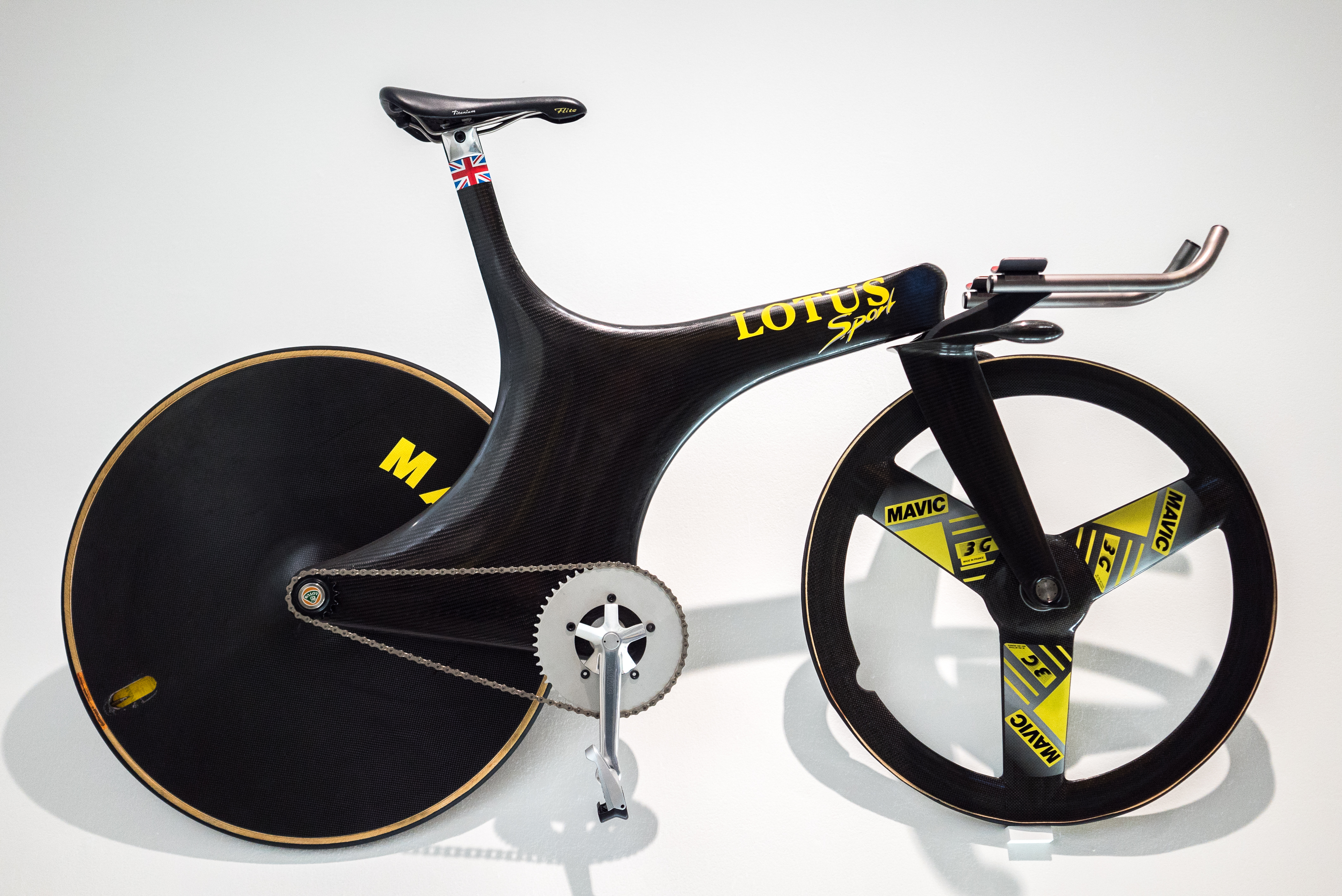
タイプ108（Design Museum所蔵）

ボードマンが使用した自転車で、最も有名なのはロータス・タイプ108である。これはマイク・バロウズが設計し、三菱レイヨンが製作したものだが、ロータスのブランドを冠している。合計で15台、レプリカが8台製作された。
タイプ108はトラック競技用のトラックレーサーであり、前述したオリンピックでのメダル獲得や、アワーレコードの記録達成の際にも使用された。これをロードレースのタイムトライアル競技でも使用できるように改修してタイムトライアルバイクとしたものがタイプ110であり、少量だが市販もされた。
ツール・ド・フランス参戦時にボードマンが在籍していたganチームでは、チーム・キャプテンのグレッグ・レモンのブランドのフレームを使用していた。このためボードマンは、レモン・バイシクルにペナルティを科されつつも、ロータスのバイクに乗り続けた(実際には罰金をチームが肩代わりしていた)。
アワーレコード更新を果たした際に使用したタイプ108はロータスに返却された。またボードマンの故郷に近いリバプールのリバプール博物館にも1台が寄贈され展示されている。レプリカはコレクターに売却され、ロンドンのサイエンス・ミュージアムとアメリカのバーバー・モータースポーツ・パークにあるBarber Vintage Motorsport Museumにあるものは公開展示されている。

## 引退後
ボードマンはアワーレコードの更新を手土産にする形で2000年に引退したが、その背景には私生活における悩みもあったという。現在は自転車関連のテレビ番組の司会者や、自転車レースの解説者などを務めている。また、自らの名前を冠した自転車ブランドも設立しており、いくつかのトライアスロンチームに対し、機材の提供も行っている。2012年のトライアスロン・アイアンマン選手権で優勝したピート・ジェイコブスは、ボードマンバイクを使用している。

### ウィギンスのコーチとして
ブラッドリー・ウィギンスは、幼少時はサッカーチームに所属していたが、12歳のときにバルセロナ五輪でボードマンが金メダルを獲得したことに影響を受け、自転車競技に傾倒するようになった。その後ウィギンスは、ボードマンをコーチとして迎え入れ、五輪金メダリストとなり、またボードマンがなしえなかったツール・ド・フランス総合優勝を成し遂げ、さらに2015年にはアワーレコードに挑戦して、それまでのアレックス・ダウセットの記録を更新。ボードマンと同じくアワーレコードホルダーとなった。